# North East England
North East England és una de les nou àrees administratives d'Anglaterra. Està formada pels comtats de Northumberland, Durham, Tyne i Wear i parts de North Yorkshire. Només hi ha tres ciutats a la regió; Newcastle upon Tyne és la ciutat més gran amb una població de 280.000 habitants, seguida per Sunderland, totes dues del comtat de Tyne i Wear. La ciutat de Durham és la capital del comtat de Durham. Altres poblacions destacables de la regió són Darlington, Gateshead, Hartlepool, Middlesbrough i Redcar.

## Història
La regió fou creada el 1794 i dividida originàriament en Northumberland, Tyne i Wear, Durham i Cleveland. Després d'una reforma del govern local es van suprimir diversos districtes, i d'altres van ser creats.
Ara està formada per quatre comtats: Durham, Northumberland, Tyne i Wear i Tees Valley.